# Persone di nome Cesare/Pittori
| Questa pagina contiene informazioni ricavate automaticamente dalle voci biografiche con l'ausilio del template Bio e di un bot. L'aggiornamento è periodico e automatico e ricostruisce completamente la pagina. Se manca una persona in questa lista, sei pregato di non aggiungerla, ma accertati piuttosto che la sua voce biografica contenga il template Bio e che i dati anagrafici siano correttamente compilati. Se il template Bio manca, inseriscilo tu stesso o, in alternativa, metti l'avviso {{tmp\|Bio}} che ne segnala la mancanza. Se i dati riportati sono sbagliati, correggi direttamente la voce biografica; le modifiche saranno visibili in questa lista entro pochi giorni. Per chiarimenti vedi il progetto antroponimi. La lista contiene solo le 58 persone che sono citate nell'enciclopedia e per le quali è stato implementato correttamente il template Bio. Pagina aggiornata al 22 lug 2025. |

Questa è una lista di persone presenti nell'enciclopedia che hanno il nome Cesare e sono pittori.

## A(2)
- Cesare Arbasia, pittore italiano (Saluzzo - Torino, † 1614)
- Cesare Aretusi, pittore italiano (Modena, n. 1549 - Parma, † 1612)

## B(9)
- Cesare Baglioni, pittore italiano (Cremona - Parma, † 1615)
- Cesare Balbi di Robecco, pittore italiano (Alessandria, n. 1854 - Genova, † 1939)
- Cesare Bartolena, pittore e fotografo italiano (Livorno, n. 1830 - Livorno, † 1903)
- Cesare Bernazano, pittore italiano (Milano - Milano)
- Cesare Bertolla, pittore italiano (Lucca, n. 1845 - Roma, † 1920)
- Cesare Bertolotti, pittore italiano (Brescia, n. 1854 - Brescia, † 1932)
- Cesare Bettini, pittore e litografo italiano (n. 1801 - † 1855)
- Cesare Biseo, pittore, illustratore e incisore italiano (Roma, n. 1843 - Roma, † 1909)
- Cesare Breveglieri, pittore italiano (Milano, n. 1902 - Milano, † 1948)

## C(9)
- Cesare Cabras, pittore italiano (Monserrato, n. 1886 - Cagliari, † 1968)
- Cesare Calense, pittore italiano (Forio - Napoli)
- Cesare Campini, pittore italiano (Montichiari, n. 1832 - Brescia, † 1883)
- Cesare Camporesi, pittore e decoratore italiano (Meldola, n. 1869 - Forlì, † 1944)
- Cesare Caso, pittore italiano (San Giorgio a Cremano, n. 1903 - Sorrento, † 1987)
- Cesare da Sesto, pittore italiano (Sesto Calende, n. 1477 - Milano, † 1523)
- Cesare Cesariano, pittore e architetto italiano (n. 1475 - Milano, † 1543)
- Cesare Ciani, pittore italiano (Firenze, n. 1854 - Firenze, † 1925)
- Cesare Corte, pittore e architetto italiano (Genova, n. 1550 - † 1613)

## D(4)
- Cesare Dandini, pittore italiano (Firenze, n. 1596 - Firenze, † 1657)
- Cesare Dell'Acqua, pittore e illustratore italiano (Pirano d'Istria, n. 1821 - Ixelles, † 1905)
- Cesare Augusto Detti, pittore italiano (Spoleto, n. 1847 - Parigi, † 1914)
- Cesare Di Napoli, pittore italiano (Messina, n. 1550 - Messina)

## F(3)
- Cesare Formilli, pittore e illustratore italiano (Roma, n. 1860 - Londra, † 1942)
- Cesare Fracanzano, pittore italiano (Bisceglie, n. 1605 - Barletta, † 1651)
- Cesare Fracassini, pittore italiano (Roma, n. 1838 - Roma, † 1868)

## G(1)
- Cesare Gennari, pittore italiano (Cento, n. 1637 - Bologna, † 1688)

## L(4)
- Cesare Lampronti, pittore italiano (Ferrara, n. 1909 - Ferrara, † 1983)
- Cesare Laurenti, pittore, scultore e architetto italiano (Mesola, n. 1854 - Venezia, † 1936)
- Cesare Ligari, pittore italiano (Milano, n. 1716 - Como, † 1770)
- Cesare Lucchini, pittore svizzero (Bellinzona, n. 1941)

## M(10)
- Cesare Maccari, pittore e scultore italiano (Siena, n. 1840 - Roma, † 1919)
- Cesare Maffei, pittore italiano (Siena, n. 1805)
- Cesare Maggi, pittore italiano (Roma, n. 1881 - Torino, † 1961)
- Cesare Magni, pittore italiano (Milano, n. 1492 - Milano, † 1534)
- Cesare Mainella, pittore italiano (Venezia, n. 1885 - Venezia, † 1975)
- Cesare Mariani, pittore italiano (Roma, n. 1826 - Roma, † 1901)
- Cesare Masini, pittore e scrittore italiano (Bologna, n. 1812 - Bologna, † 1891)
- Cesare Mazzoni, pittore italiano (Bologna, n. 1678 - Bologna, † 1763)
- Cesare Monti, pittore italiano (Brescia, n. 1891 - Bellano, † 1959)
- Cesare Mussini, pittore italiano (Berlino, n. 1804 - Firenze, † 1879)

## N(1)
- Cesare Nebbia, pittore italiano (Orvieto, n. 1536 - † 1614)

## P(4)
- Cesare Paolantonio, pittore italiano (Monza, n. 1937 - Piario, † 2015)
- Cesare Peruzzi, pittore italiano (Montelupone, n. 1894 - Recanati, † 1995)
- Cesare Peverelli, pittore italiano (Milano, n. 1922 - Parigi, † 2000)
- Cesare Pronti, pittore italiano (Cattolica, n. 1626 - Ravenna, † 1708)

## S(3)
- Cesare Saccaggi, pittore italiano (Tortona, n. 1868 - Tortona, † 1934)
- Cesare Sermei, pittore italiano (Città della Pieve - Assisi, † 1668)
- Cesare Sofianopulo, pittore e letterato italiano (Trieste, n. 1889 - Trieste, † 1968)

## T(4)
- Cesare Tallone, pittore italiano (Savona, n. 1853 - Milano, † 1919)
- Cesare Tamaroccio, pittore italiano
- Cesare Mauro Trebbi, pittore italiano (Bologna, n. 1847 - Bologna, † 1931)
- Cesare Turco, pittore italiano (Ischitella, n. 1510 - Napoli, † 1560)

## U(1)
- Cesare Uva, pittore italiano (Avellino, n. 1824 - Napoli, † 1886)

## V(3)
- Cesare Vecellio, pittore e disegnatore italiano (Pieve di Cadore, n. 1521 - Venezia, † 1601)
- Cesare Vianello, pittore italiano (Venezia, n. 1862 - Venezia, † 1953)
- Cesare Viazzi, pittore italiano (Alessandria, n. 1857 - Predosa, † 1943)